# Italiaanse zesurige klok

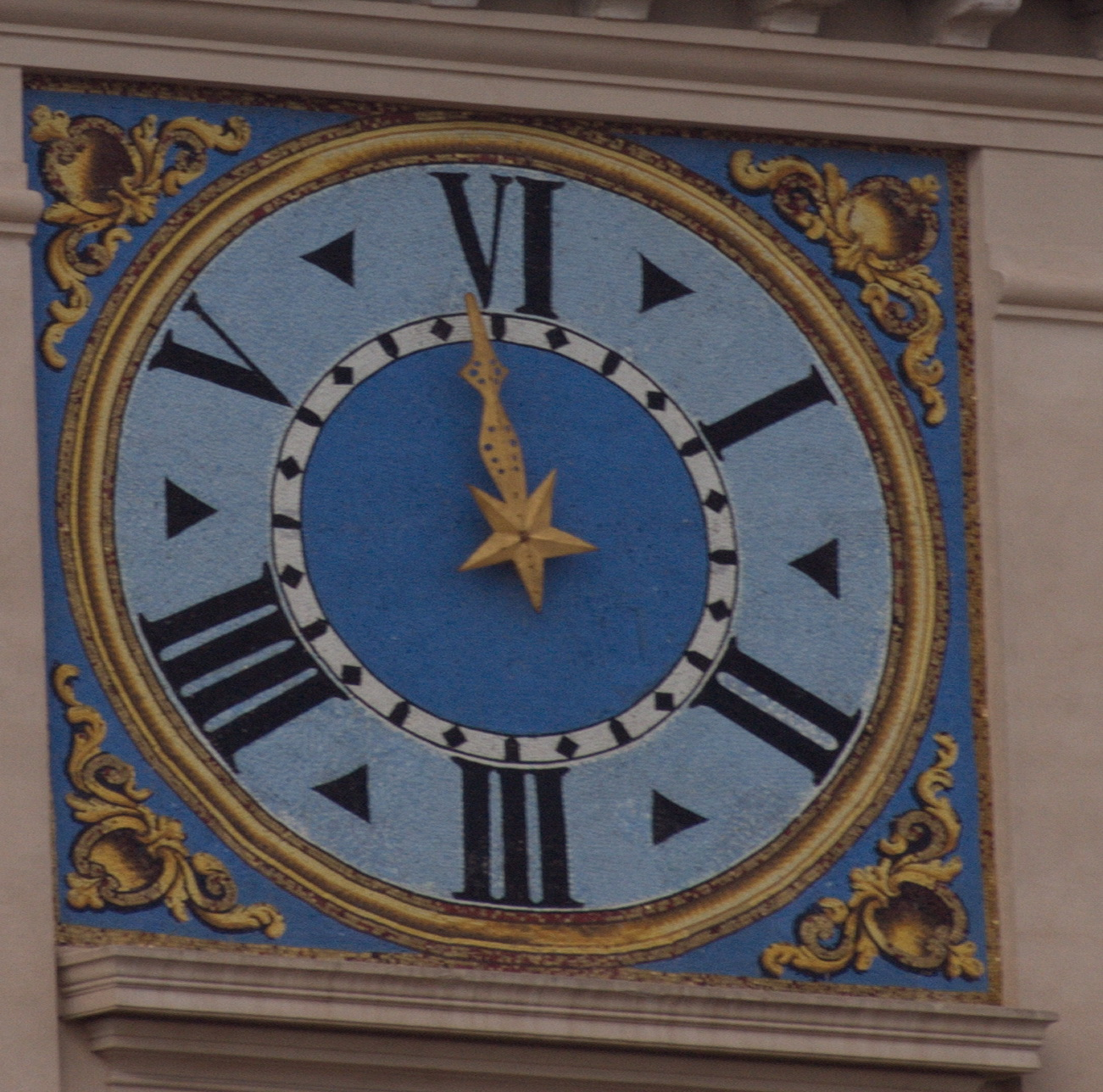
Een zesurige klok op de binnenplaats van het Quirinaalpaleis te Rome

De zesurige klok (Italiaans: sistema orario a sei ore) was een Italiaanse voorloper van de 24-uursnotatie. In dit systeem begint de dag met de avond Weesgegroet die plaatsvond aan het einde van de schemering, ongeveer een half uur na zonsondergang, waarna de volgende 24 uur opgedeeld zijn in vier cycli van zes uur elk.
Historisch gezien waren er verschillende andere methodes van de tijd bijhouden waarbij de dag ook op het einde van de schemering begon. In het geval van Italië stamt dit uit de Middeleeuwen, in de Kerkelijke Staat, vanwaaruit het zich verspreide naar andere delen van centraal Italië. Het stemt uit de monastieke traditie van het verdelen van de dag volgens gebedstijden. Na vooral tussen de 15e en 17e eeuw in gebruik te zijn geweest, werd hij eerst in het noorden, en rond de 19e eeuw in het zuiden vervangen door de 12-uursnotatie.
Veel historische gebouwen in Italië hebben nog oude wijzerplaten verdeeld zijn in zes uur, die vier rotaties per dag maken.
Een van de voordelen van het systeem was dat een klok die maar zes uur hoeft te tellen mechanisch gezien veel simpeler was.